# 贵州赤水桫椤国家级自然保护区
貴州赤水桫欏國家級自然保護區位於中國貴州省赤水市中部葫蘆鎮金沙溝一帶。是以桫欏及其生存環境為主要保護對象的自然保護區。總面積133平方公里，其中核心區55平方公里，緩衝區40平方公里，實驗區38平方公里。

## 自然環境
保護區為亞熱帶季風性濕潤氣候，降水豐沛，植被茂密，物種豐富。保護區內的海拔從1730米到311米，落差懸殊，丹霞地貌廣泛發育，瀑布眾多。
保護區內的桫欏生長集中，總數量有4萬餘株。此外保護的珍稀植物還有蕈樹、紅豆杉、小黃花茶等。保護的珍稀動物有雲豹、藏酋猴、獼猴、亞洲黑熊、太陽鳥等。

## 歷史沿革
- 1983年，貴州省珍稀瀕危植物調查組在前往赤水金沙溝調查小黃花茶時，無意發現了集中成片的桫欏林。
- 1984年，縣級赤水桫欏自然保護區成立。
- 1992年，赤水桫欏自然保護區升級為國家級[3]。
- 2000年，國家旅遊局批准在保護區的實驗區開設爬行動物時代標誌植物及生存環境觀光園林，又名中國侏羅紀公園。

## 現狀
最近，據報道稱保護區所在的赤水市將來有可能會興建核電站，也引發了人們的關注與質疑。